# Campeonato Mundial de Atletismo em Pista Coberta de 2024 - 800 m feminino
A prova dos 800 metros feminino do Campeonato Mundial de Atletismo em Pista Coberta de 2024 ocorreu entre os dias 1 a 3 de março na Arena Commonwealth, em Glasgow, no Reino Unido.

## Recordes
Antes desta competição, os recordes mundiais e do campeonato nesta prova eram os seguintes:
|                       | Nome              | Nacionalidade | Tempo     | Local    | Data               |
| --------------------- | ----------------- | ------------- | --------- | -------- | ------------------ |
| Recorde mundial       | Jolanda Čeplak    | Eslovênia     | 1m 55s 82 | Viena    | 3 de março de 2002 |
| Recorde do campeonato | Ludmila Formanová | Chéquia       | 1m 56s 90 | Maebashi | 7 de março de 1999 |

## Medalhistas
| Ouro               | Prata              | Bronze              |
| Tsige Duguma (ETH) | Jemma Reekie (GBR) | Noélie Yarigo (BEN) |

## Cronograma
Todos os horários são locais (UTC+0).
| Data       | Hora  | Evento    |
| ---------- | ----- | --------- |
| 1 de março | 11:30 | Bateria   |
| 2 de março | 12:10 | Semifinal |
| 3 de março | 21:20 | Final     |

## Resultados

### Bateria
Qualificação: 2 atletas de cada bateria (Q) mais os 2 melhores qualificados (q).
| Posição | Bateria | Raia | Atleta                  | Nacionalidade  | Tempo   | Notas           |
| ------- | ------- | ---- | ----------------------- | -------------- | ------- | --------------- |
| 1       | 3       | 5    | Jemma Reekie            | Grã-Bretanha   | 1:59.45 | Q               |
| 2       | 3       | 6    | Eloisa Coiro            | Itália         | 1:59.76 | Q,              |
| 3       | 4       | 2    | Tsige Duguma            | Etiópia        | 2:00.50 | Q               |
| 4       | 1       | 4    | Habitam Alemu           | Etiópia        | 2:00.50 | Q               |
| 5       | 3       | 4    | Lorea Ibarzabal         | Espanha        | 2:00.56 | q,              |
| 6       | 1       | 6    | Natoya Goule-Toppin     | Jamaica        | 2:00.83 | Q,              |
| 7       | 1       | 5    | Vivian Chebet Kiprotich | Quênia         | 2:00.86 | q,              |
| 8       | 4       | 6    | Noélie Yarigo           | Benim          | 2:01.13 | Q               |
| 9       | 4       | 4    | Anna Wielgosz           | Polónia        | 2:01.58 | Recorde pessoal |
| 10      | 4       | 5    | Allie Wilson            | Estados Unidos | 2:01.66 |                 |
| 11      | 2       | 5    | Audrey Werro            | Suíça          | 2:01.83 | Q               |
| 12      | 2       | 6    | Catriona Bisset         | Austrália      | 2:02.04 | Q,              |
| 13      | 4       | 3    | Lorena Martín           | Espanha        | 2:02.26 |                 |
| 14      | 5       | 6    | Halimah Nakaayi         | Uganda         | 2:02.42 | Q               |
| 15      | 5       | 5    | Lore Hoffmann           | Suíça          | 2:02.53 | Q               |
| 16      | 2       | 4    | Eveliina Määttänen      | Finlândia      | 2:02.57 |                 |
| 17      | 5       | 3    | Addison Wiley           | Estados Unidos | 2:02.69 |                 |
| 18      | 5       | 4    | Isabelle Boffey         | Grã-Bretanha   | 2:02.81 |                 |
| 19      | 2       | 3    | Naomi Korir             | Quênia         | 2:03.31 |                 |
| 20      | 1       | 3    | Angelika Sarna          | Polónia        | 2:03.36 |                 |
| 21      | 3       | 3    | Jazz Shukla             | Canadá         | 2:03.68 |                 |
| 22      | 1       | 2    | Bianka Kéri             | Hungria        | 2:03.95 |                 |
| 23      | 2       | 2    | Claudia Mihaela Bobocea | Roménia        | 2:04.03 | Recorde pessoal |
| 24      | 4       | 1    | Jaqueline Weber         | Brasil         | 2:05.17 | Recorde pessoal |
| 25      | 3       | 2    | Flávia Maria De Lima    | Brasil         | 2:05.71 | Recorde pessoal |
| 26      | 5       | 2    | Madeleine Kelly         | Canadá         | 2:06.95 |                 |

### Semifinal
Qualificação: classificaram-se os 3 melhores de cada bateria (Q).
| Posição | Bateria | Raia | Atleta                  | Nacionalidade | Tempo   | Notas                |
| ------- | ------- | ---- | ----------------------- | ------------- | ------- | -------------------- |
| 1       | 2       | 6    | Jemma Reekie            | Grã-Bretanha  | 1:58.28 | Q                    |
| 2       | 1       | 2    | Tsige Duguma            | Etiópia       | 1:58.35 | Q,                   |
| 3       | 2       | 1    | Habitam Alemu           | Etiópia       | 1:58.59 | Q                    |
| 4       | 2       | 5    | Halimah Nakaayi         | Uganda        | 1:58.91 | Q,                   |
| 5       | 1       | 4    | Noélie Yarigo           | Benim         | 1:59.45 | Q,                   |
| 6       | 1       | 1    | Vivian Chebet Kiprotich | Quênia        | 1:59.65 | Q,                   |
| 7       | 1       | 3    | Lore Hoffmann           | Suíça         | 2:00.06 | Recorde nacional     |
| 8       | 1       | 5    | Catriona Bisset         | Austrália     | 2:00.13 | Recorde da temporada |
| 9       | 2       | 3    | Eloisa Coiro            | Itália        | 2:00.13 |                      |
| 10      | 2       | 4    | Audrey Werro            | Suíça         | 2:00.16 | Recorde pessoal      |
| 11      | 2       | 2    | Lorea Ibarzabal         | Espanha       | 2:00.73 |                      |
| 12      | 1       | 6    | Natoya Goule-Toppin     | Jamaica       | 2:01.41 |                      |

### Final
A final ocorreu dia 3 de março às 21:21.
| Posição           | Raia | Atleta                  | Nacionalidade | Tempo   | Notas |
| ----------------- | ---- | ----------------------- | ------------- | ------- | ----- |
| Medalha de ouro   | 2    | Tsige Duguma            | Etiópia       | 2:01.90 |       |
| Medalha de prata  | 6    | Jemma Reekie            | Grã-Bretanha  | 2:02.72 |       |
| Medalha de bronze | 4    | Noélie Yarigo           | Benim         | 2:03.15 |       |
| 4                 | 3    | Vivian Chebet Kiprotich | Quênia        | 2:03.76 |       |
| 5                 | 1    | Habitam Alemu           | Etiópia       | 2:03.89 |       |
| 6                 | 5    | Halimah Nakaayi         | Uganda        | 2:05.53 |       |

Legenda
| Recorde mundial       | Recorde mundial (World record)               |                       | Recorde africano                      | Recorde africano (African) |                                           | Q | Classificado por posição (Qualified) |
| Recorde do campeonato | Recorde do campeonato (Championship record)  | Recorde da América    | Recorde da América (Americas)         | q                          | Classificado por melhor tempo (Qualified) |   |                                      |
| Melhor marca do ano   | Melhor marca do ano (World leading)          | Recorde asiático      | Recorde asiático (Asian)              | DNS                        | Não largou (Did not start)                |   |                                      |
| Recorde nacional      | Recorde nacional (National record)           | Recorde europeu       | Recorde europeu (European)            | DNF                        | Não terminou (Did not finish)             |   |                                      |
| Recorde pessoal       | Recorde pessoal do atleta (Personal best)    | Recorde da Oceania    | Recorde da Oceania (Oceania)          | DSQ / DQ                   | Desclassificado (Disqualified)            |   |                                      |
| Recorde da temporada  | Recorde da temporada do atleta (Season best) | Recorde sul-americano | Recorde sul-americano (South America) | NM                         | Sem marca (No mark)                       |   |                                      |